# Paya Leupah
Paya Leupah is een bestuurslaag in het regentschap Aceh Utara van de provincie Atjeh, Indonesië. Paya Leupah telt 865 inwoners (volkstelling 2010).